# A Paz (poema)
A Paz é um poema musicado para coro composto pelo regente brasileiro Antônio Francisco Braga. A peça está no tom de si bemol maior, com orquestração completa. Tem a estrutura de um poema sinfônico com final apoteótico do coro. O coro canta em uníssono até o acorde final. Seu texto pede o fim da tristeza e a volta da alegria.[carece de fontes?]